# Tanqiu (sockenhuvudort i Kina, Jiangxi Sheng, lat 27,63, long 115,60)
Tanqiu är en sockenhuvudort i Kina. Den ligger i provinsen Jiangxi, i den sydöstra delen av landet, omkring 120 kilometer söder om provinshuvudstaden Nanchang. Antalet invånare är 17 972. Befolkningen består av 8 309 kvinnor och 9 663 män. Barn under 15 år utgör 22,0 %, vuxna 15-64 år 70 %, och äldre över 65 år 7,0 %.
Runt Tanqiu är det ganska tätbefolkat, med 139 invånare per kvadratkilometer. Närmaste större samhälle är Daifang, 13,9 km sydost om Tanqiu. I omgivningarna runt Tanqiu växer i huvudsak blandskog.
Genomsnittlig årsnederbörd är 2 267 millimeter. Den regnigaste månaden är juni, med i genomsnitt 364 mm nederbörd, och den torraste är oktober, med 22 mm nederbörd.